# Kovács Gábor (ornitológus)
Kovács Gábor (Budapest, 1951. december 23. – Hortobágy, 2023. július 19.) ornitológus, agrármérnök, természetvédő, a Hortobágyi Nemzeti Park nyugalmazott természetvédelmi felügyelője.

## Életrajz

### Tanulmányai
Budapesten született, de néhány évesen elköltöztek szülei szülőfalujába, Nagykerekibe. Általános iskoláját Bedőn, majd Debrecenben végezte el. A debreceni Tóth Árpád Gimnáziumban érettségizett, sorkatonai szolgálat után a Debreceni Agrártudományi Egyetemen szerzett agrármérnöki diplomát. Szakdolgozata témája a bihari szikesek madárvilága. A DATÉ-n szerzett doktori fokozatot is 1977-ben, ugyancsak madártani témával.

### Természetvédelmi tevékenysége
Kamaszként kezdett érdeklődni a természet iránt, előbb a gombák foglalkoztatták, majd 1969-ben madarászni kezdett. Kezdetben a szülőföld, azaz a Bihari-sík szikeseit vizsgálta, eredményeiről TDK-dolgozatokban számolt be, illetve a diplomamunka is ezeken a kutatásokon alapult. Témavezetője, a szintén madarász dr. Kovács Béla felfigyelt lelkesedésére, és ő javasolta, hogy kutassa a Hortobágyot is. 1974-ben nyári gyakorlatként töltött egy hónapot Hortobágy-Halastón, ezt követően már majdnem kizárólag a Hortobágy madárvilágának és természeti értékeinek vizsgálatával és védelmével foglalkozik.
1976-ban került a Hortobágyi Nemzeti Park állományába, Nagyivánra természetvédelmi őrnek. Szabó László Vilmos, a természetvédelem hősi időszakának legendás alakja a kollégája, ő hívta fel a figyelmét a növényvilág ismeretének fontosságára, amely későbbi madártani kutatásainak is alapjául szolgált. A Hortobágy déli pusztáinak nagyon hamar kiváló ismerőjévé vált, rendszeresen publikálja adatait a Magyar Madártani és Természetvédelmi Egyesület Madártani Tájékoztatójában, illetve a Madártani Intézet Aquila c. évkönyvében. Az 1980-as években a Magyar Televízió Natura stúdiójában készült hortobágyi témájú természetfilmek szakértője (Szikipacsirta, A puszta emeletei, A puszta télen). A nemzeti park területi bővítéseit, illetve új védetté nyilvánításokat (pl. Bihari legelő TT, balmazújvárosi Nagyszik) szakmai anyagokkal segíti. 2012-ben vonult nyugdíjba.
Jelen volt az első hitelesített hazai halászsirály- és hosszúfarkúcankó-megfigyelésnél, övé a második Eleonóra-sólyom, kalandrapacsirta-, törpesármány, a negyedik lilebíbic, a hetedik gatyáskuvik, az 1973 utáni első reznek, illetve jó néhány vékonycsőrű póling adat. Említést érdemel, hogy más, Hortobágyra vagy akár Magyarországra nézve új élőlényeket is észlelt: pl. övé a Lysurus cruciatus nevű gombafaj első hazai adata.

### Díjak, elismerések
Munkássága elismeréseként 1981-ben Chernel István-emlékérmet, 1991-ben Pro Natura emlékplakettet, 2000-ben Pro Natura díjat kapott, 2010-ben a Magyar Madártani és Természetvédelmi Egyesület örökös tagja lett.

## Publikációi
Az 1970-es években és az 1980-as évek elején előbb rövidebb közleményeket, publikált. Első nagyobb tanulmánya (még a bihari megfigyeléseket is magában foglalva) a puszta téli énekesmadarairól szól. Ezt több, meghatározó munka követi a szerkőkről, az árasztások és a vésztározások madarakra gyakorolt hatásáról, a halastavakról, a csíkosfejű nádiposzátáról, a havasi liléről, a daruról, a partimadarakról stb. Első összegző dolgozata 1988-ban látott napvilágot. Komoly részt vállalt a Magyarország madárvendégei, a Magyarország fészkelő madarai, illetve a Magyarország madarai fajfejezeteinek megírásában. Madártani szempontból fő munkája A Hortobágy madárvilága c., 2004-ben megjelent kézikönyv: övé 100 fajfejezet, sok fénykép, részben a lektorálási munka és az irodalomjegyzék összeállítása.
Az 1970-es évek végén kezdett természetfotózással foglalkozni, az ezredfordulóig több száz vetített előadást tartott, több száz fotója jelent meg könyvekben, újságokban, a naturArt (Magyar Természetfotósok Szövetsége) alapító tagja. 2007 óta digitális technikával fotóz. Fényképeit nagyon sok cikkhez felhasználták. Első saját albuma 2007-ben, a második 2013-ban jelent meg, ezek szövegét Baróti Szabolcs újságíró írta. 2016-ban jelent meg első, teljesen önálló kötete.

## Érdekességek
- Hatalmas, több ezer kötetes szakkönyvtára volt, elsősorban madártani, növénytani, gombászati és néprajzi művekkel.
- Jogosítvánnyal nem rendelkezett, a pusztát egyedül gyalogosan vagy kerékpárral járta. Ez évente kerékpárral legalább 1500 km-t jelent.
- Tavasztól őszig bőrpapucsban és mezítláb járta a pusztát, ezért a helybeliek "mezítlábas Kovács Gábor" néven is emlegették.[9]